# Sandagergård
Sandagergård nævnes første gang i 1385, da Fin Nielsen (kaldet Skriver) havde den. Det er nu en avlsgård under Gyldensteen. Gården ligger i Nørre Sandager Sogn, Skovby Herred, Nordfyns Kommune. Hovedbygningen er opført i 1600-1610 og ombygget i 1730-1795.
Sandagergård, der er på 119 hektar, er nabo til Nørre Sandager Kirke .

## Ejere af Sandagergård
- (1385-1394) Fin Nielsen Skriver
- (1394-1409) Niels Thomesen (Lunge)
- (1409-1440) Henrik Nielsen (Lunge)
- (1440-1478) Niels Henriksen (Lunge) / Jesper Henriksen (Lunge)
- (1478-1480) Jesper Henriksen (Lunge)
- (1480-1502) Henning Jensen Qvitzow
- (1502-1544) Jørgen Henningsen Qvitzow
- (1544-1569) Henning Jørgensen Qvitzow
- (1569-1640) Jørgen Henningsen Qvitzow / Christian Henningsen Qvitzow / Eiler Henningsen Qvitzow / Anne Henningsdatter Qvitzow / Frederik Henningsen Qvitzow
- (1640-1678) Erik Frederiksen Qvitzow
- (1678-1685) Anne Margrethe Eriksdatter Qvitzow gift von Pappenheim
- (1685-1688) Christian von Pappenheim
- (1688-1690) Morten Skinkel
- (1690-1695) Anne Cathrine Pedersdatter Carisius gift Skinkel
- (1695-1696) Hans Knudsen
- (1696-1704) Nicolaj de Windtz
- (1704-1713) Margrethe Cathrine Hoppe gift (1) de Windtz (2) von Grambow
- (1713-1758) Hans Henrik von Grambow
- (1758-1774) Carl von Grambow
- (1774) Margrethe Henriette von Grambow gift von den Brincken
- (1774-1793) Conrad von den Brincken
- (1793-1794) Margrethe Henriette von Grambow gift von den Brincken
- (1794-1834) Ivar Pedersen Hviid
- (1834-1837) Andreas Erich Heinrich Ernst lensgreve Bernstorff-Gyldensteen
- (1837-1898) Johan Hartvig Ernst lensgreve Bernstorff-Gyldensteen
- (1898-1934) Hugo Kuno Georg lensgreve Bernstorff-Gyldensteen
- (1934-1954) Erich Adolph Ernst lensgreve Bernstorff-Gyldensteen
- (1954-1984) Carl Johan Friedrich Frantz Hugo Mogens lensgreve Bernstorff-Gyldensteen
- (1984-) Frans Erich lensgreve Bernstorff-Gyldensteen

55°33′19″N 10°10′8″Ø / 55.55528°N 10.16889°Ø